# Atentado de la Academia Militar Jaalle Siad de 2025
El 9 de julio de 2025, al menos un atacante suicida del grupo terrorista Al-Shabaab atacó a la Brigada 14 de Octubre de las Fuerzas Armadas de Somalia en la Academia Militar Jaalle Siad, en el distrito de Hodan de Mogadiscio (Somalia). El ataque mató al menos a cinco personas, cuatro oficiales militares somalíes y el autor del ataque, e hirió a varias más.

## Ataque
Cuatro oficiales superiores del Ejército Nacional Somalí murieron en un atentado suicida con bomba seguido de disparos en la Academia Militar Jaalle Siyaad de Mogadiscio, sede del Comando de Fuerzas Terrestres. Entre los oficiales fallecidos se encontraban oficiales militares encargados de la asistencia y el pase de lista. La unidad atacada, la Brigada 14 de Octubre, se creó tras los atentados del 14 de octubre de 2017 en Mogadiscio, que causaron la muerte de más de 600 personas y se convirtieron en el ataque terrorista más mortífero registrado en África.
Algunos militares extranjeros que ayudan al gobierno federal a reconstruir su ejército nacional estaban presentes en la academia durante el ataque.
El Ministerio de Defensa restringió la divulgación de información sobre el incidente. Seis altos mandos del SNA, incluidos los responsables de seguridad, fueron detenidos para interrogarlos sobre cómo el atacante logró infiltrarse en la instalación fuertemente fortificada. Esto se produjo tras el refuerzo de las medidas de seguridad implementadas tras un ataque previo contra la brigada.